# Peter Caspar de Haas
Peter Casper de Haas (Eindhoven, 6 januari 1755 – aldaar, 6 december 1802) werd geboren als zoon van Christiaan de Haas, burgemeester van Eindhoven, en Maria de Jager. Hij was Patriottisch lid van het Eindhovens stadsbestuur.
Tijdens zijn loopbaan was hij onder andere burgemeester, president-schepen en postmeester in Eindhoven, alsook in 1796 representant van het volk van Bataafs-Brabant. In juni 1786 was hij een van de oprichters van het Eindhovens Patriotistisch Genootschap 'de Vaderlandsche Sociëteit Concordia’. Daar waar zijn Eindhovense medestander Jan van Hooff landelijke bekendheid kreeg door zijn strijd voor de patriottistische zaak, was Peter Casper de Haas vooral de patriottistische voorman in Eindhoven.
Hij was op 26 mei 1782 in Eindhoven gehuwd met Theodora Anna Donckers, dochter van Arnoldus Donckers en burgemeestersdochter Digna Theresia van Baar. Peter Casper de Haas stierf op 47-jarige leeftijd in Eindhoven.